# Elette 1957-1958
Il campionato Elette 1957-1958 ha rappresentato la trentaseiesima edizione del massimo campionato italiano di pallacanestro.
Le squadre di massima serie rimangono 12 e si incontrano in un girone all'italiana con partite d'andata e ritorno. La prima in classifica vince lo scudetto e le ultime due retrocedono direttamente (quest'anno si è reso necessario uno spareggio salvezza fra le due squadre che hanno ottenuto lo stesso punteggio).
La Simmenthal Milano vince il suo undicesimo scudetto (secondo consecutivo) ed è ammessa ancora una volta alla Coppa dei Campioni. Al secondo posto si classifica ancora la Minganti Bologna, al terzo la Santipasta Bologna.

## Classifica
|  |     | Classifica finale 1957-1958     | Pt | G  | V  | P  | PtF  | PtS  |
|  | --- | ------------------------------- | -- | -- | -- | -- | ---- | ---- |
|  | 1.  | Simmenthal Olimpia Milano       | 43 | 22 | 21 | 1  | 1667 | 1195 |
|  | 2.  | Minganti Virtus Bologna         | 41 | 22 | 19 | 3  | 1589 | 1242 |
|  | 3.  | Santipasta Gira Bologna         | 36 | 22 | 14 | 8  | 1281 | 1242 |
|  | 4.  | MotoMorini Cest.Mazzini Bologna | 34 | 22 | 12 | 10 | 1350 | 1289 |
|  | 5.  | Ignis Pall.Varese               | 34 | 22 | 12 | 10 | 1491 | 1432 |
|  | 6.  | Oransoda Pall.Cantù             | 34 | 22 | 12 | 10 | 1490 | 1524 |
|  | 7.  | Benelli Vuelle Pesaro           | 32 | 22 | 10 | 12 | 1311 | 1402 |
|  | 8.  | Stella Azzurra Roma             | 30 | 22 | 8  | 14 | 1266 | 1385 |
|  | 9.  | Stock Ginnastica Triestina      | 30 | 22 | 8  | 14 | 1359 | 1406 |
|  | 10. | Pallacanestro Pavia             | 28 | 22 | 6  | 16 | 1071 | 1249 |
|  | 11. | Pallacanestro Livorno           | 28 | 22 | 6  | 16 | 1200 | 1474 |
|  | 12. | Ginnastica Roma                 | 26 | 22 | 4  | 18 | 1160 | 1397 |

## Risultati
| Risultati             | GR    | BP    | IV    | VB    | MB    | OC    | PL     | PP    | SB    | SM    | SR    | ST    |
| --------------------- | ----- | ----- | ----- | ----- | ----- | ----- | ------ | ----- | ----- | ----- | ----- | ----- |
| A.S. Roma             |       | 48-62 | 68-64 | 51-66 | 48-70 | 60-71 | 59-52  | 64-46 | 43-47 | 51-76 | 41-56 | 66-71 |
| Benelli Pesaro        | 66-62 |       | 71-64 | 55-68 | 57-45 | 61-54 | 58-61  | 42-40 | 44-66 | 69-77 | 61-44 | 69-49 |
| Ignis Varese          | 72-51 | 92-82 |       | 70-78 | 67-64 | 80-81 | 67-50  | 68-39 | 61-45 | 82-78 | 72-57 | 70-71 |
| Minganti Bologna      | 65-54 | 92-60 | 74-54 |       | 79-59 | 84-66 | 81-39  | 72-38 | 69-57 | 62-76 | 98-66 | 74-53 |
| Moto Morini Bologna   | 64-42 | 56-57 | 67-64 | 50-64 |       | 87-62 | 61-34  | 69-51 | 52-58 | 58-82 | 57-53 | 83-60 |
| Oransoda Cantù        | 64-50 | 68-58 | 64-74 | 67-89 | 69-63 |       | 70-52  | 64-56 | 72-59 | 56-78 | 84-71 | 79-74 |
| Pallacanestro Livorno | 45-58 | 49-64 | 73-72 | 48-54 | 70-61 | 71-79 |        | 77-60 | 56-67 | 59-77 | 56-54 | 84-69 |
| Pallacanestro Pavia   | 49-45 | 74-48 | 35-59 | 57-56 | 41-48 | 60-67 | 62-48  |       | 0-2   | 49-66 | 56-45 | 60-55 |
| Santipasta Bologna    | 75-57 | 74-72 | 71-65 | 43-70 | 61-73 | 67-55 | 69-49  | 54-46 |       | 62-63 | 84-67 | 72-58 |
| Simmenthal Milano     | 96-43 | 83-50 | 81-47 | 66-58 | 64-52 | 84-69 | 108-43 | 70-35 | 75-50 |       | 79-45 | 59-51 |
| Stella Azzurra Roma   | 61-51 | 66-56 | 58-62 | 52-61 | 48-50 | 80-78 | 49-44  | 64-56 | 44-59 | 48-68 |       | 69-60 |
| Stock Trieste         | 59-48 | 70-49 | 74-75 | 61-75 | 58-61 | 66-51 | 75-40  | 66-64 | 51-39 | 56-61 | 52-68 |       |

## Spareggio salvezza
| Pesaro 18 maggio 1958 | Pallacanestro Pavia | 42 – 36 | Pallacanestro Livorno |  |

## Verdetti
- Campione d'Italia:  Simmenthal Milano

Formazione: George Bon Salle, Galletti, Sandro Gamba, Giandomenico Ongaro, Enrico Pagani, Gianfranco Pieri, Sandro Riminucci, Romeo Romanutti, Gianfranco Sardagna, Cesare Volpato, Zappelli. Allenatore: Cesare Rubini.
- Retrocessioni in Serie A: A.S. Roma.
- La Pallacanestro Livorno, inizialmente retrocessa, è in seguito riammessa per la rinuncia all'iscrizione della Pallacanestro Pavia.